# Rajapolah (plaats)
Rajapolah is een bestuurslaag in het regentschap Tasikmalaya van de provincie West-Java, Indonesië. Rajapolah telt 5646 inwoners (volkstelling 2010).